# William French Smith
William French Smith (Wilton, 26 agosto 1917 – Los Angeles, 29 ottobre 1990) è stato un politico statunitense.

## Biografia
Fu il 75º procuratore generale degli Stati Uniti sotto il presidente degli Stati Uniti d'America Ronald Reagan (40º presidente). Studiò all'Università della California di Los Angeles ed in seguito alla Harvard Law School. Alla sua morte il corpo venne sepolto al Forest Lawn Memorial Park, cimitero privato a Glendale, a Los Angeles.